# フッ化銅(I)
フッ化銅(I)（フッかどう いち、Copper(I) fluoride）は、組成式が CuF と表される無機化合物を指す。

## 性質
他のハロゲン化銅(I) CuCl や CuBr、CuI と異なり、一般的には CuF は不安定とされる。固体状態や結晶状態で CuF は安定に得られず、速やかに不均化を起こしてフッ化銅(II) (CuF2) と Cu(0) に変わる。一方、CuF分子は気相下には発生させることができる。CuF2 を加熱して CuF を発生させたり、Cu と CF4 や SF6 などのフッ素源からレーザーアブレーション法により CuF を得るなどの手法があり、分光学的な解析が行われている。
適切な配位子を加えた錯体には安定なものがある（例: CuF•(PPh3)3•2ROH）。

## 固体が得られるとする文献
塩化銅(I)にフッ化水素などを反応させることにより CuF の固体が得られるという文献が存在する。

### 合成
塩化銅(I)にフッ化水素を1100 - 1200℃で反応させることにより合成される。

### 性質
赤色の透明結晶で、閃亜鉛鉱型の結晶構造をとる。格子定数はα 4.255Å、結合間隔はCu-F 1.84Åである。乾燥空気中では安定であるが、湿気があるとフッ化銅(II)に変化し、青色を呈する。フッ化水素酸、塩酸、硝酸には溶けるが、冷水とエタノールには溶けない。